# Championnat panaméricain masculin de handball 2006
Navigation
Chili 2004 Brésil 2008
Le championnat panaméricain masculin de handball 2006 est la 12e édition de la compétition. Il se déroule du 6 au 10 juin 2006 à Aracaju au Brésil. Initialement prévue en avril 2006 au Brésil, la compétition a été repoussée en juin en raison du grand nombre de joueurs évoluant dans les clubs européens, qui sont toujours en compétition à cette époque. C'est une compétition organisée par la Fédération panaméricaine de handball et qui réunit les meilleures sélections nationales américaines.

## Déroulement de la compétition
Chaque équipe affronte les autres de son groupe. Une fois les matchs de groupe joués, le premier du groupe A affronte le second du groupe B (1), et vice-versa (2) et le troisième du groupe A affronte le quatrième du groupe B (3) et vice-versa (4).
Enfin, la vainqueur du match (1) affronte le vainqueur du match (2), les perdants s'affrontent, et le même schéma est suivi pour les matchs (3) et (4).
Les trois premiers sont qualifiés pour le championnat du monde.

## Phase de groupes

### Groupe A
|   | Équipe    | Pts | J | G | N | P | Bp  | Bc  | Diff |
| - | --------- | --- | - | - | - | - | --- | --- | ---- |
| 1 | Brésil    | 6   | 3 | 3 | 0 | 0 | 116 | 65  | 51   |
| 2 | Groenland | 4   | 3 | 2 | 0 | 1 | 81  | 97  | -16  |
| 3 | Chili     | 2   | 3 | 1 | 0 | 2 | 83  | 106 | -23  |
| 4 | Uruguay   | 0   | 3 | 0 | 0 | 3 | 78  | 90  | -12  |

| 6 juin 14h00 | Groenland | 32 – 30 | Chili |  |
| 6 juin 14h00 | (16–18)   |         |       |  |

| 6 juin 20h30 | Brésil  | 31 – 22 | Uruguay |  |
| 6 juin 20h30 | (11–11) |         |         |  |

| 7 juin 16h00 | Chili   | 27 – 26 | Uruguay |  |
| 7 juin 16h00 | (16-11) |         |         |  |

| 7 juin 20h00 | Brésil  | 37 – 17 | Groenland |  |
| 7 juin 20h00 | (21–10) |         |           |  |

| 8 juin 16h00 | Groenland | 32 – 30 | Uruguay |  |
| 8 juin 16h00 | (14-14)   |         |         |  |

| 8 juin 20h00 | Brésil  | 48 – 26 | Chili |  |
| 8 juin 20h00 | (22–15) |         |       |  |

### Groupe B
|   | Équipe     | Pts | J | G | N | P | Bp  | Bc | Diff |
| - | ---------- | --- | - | - | - | - | --- | -- | ---- |
| 1 | Argentine  | 6   | 3 | 3 | 0 | 0 | 107 | 54 | 53   |
| 2 | États-Unis | 3   | 3 | 1 | 1 | 1 | 76  | 91 | -15  |
| 3 | Porto Rico | 2   | 3 | 1 | 0 | 2 | 79  | 87 | -8   |
| 4 | Mexique    | 1   | 3 | 0 | 1 | 2 | 63  | 93 | -30  |

| 6 juin 14h00 | Argentine | 38 – 30 | Porto Rico |  |
| 6 juin 14h00 | (19–10)   |         |            |  |

| 6 juin 18h00 | États-Unis | 28 – 28 | Mexique |  |
| 6 juin 18h00 | (11–11)    |         |         |  |

| 7 juin 16h00 | États-Unis | 28 – 25 | Porto Rico |  |
| 7 juin 16h00 | (10-8)     |         |            |  |

| 7 juin 18h00 | Argentine | 31 – 14 | Mexique |  |
| 7 juin 18h00 | (19–8)    |         |         |  |

| 8 juin 16h00 | Porto Rico | 34 – 21 | Mexique |  |
| 8 juin 16h00 | (17-11)    |         |         |  |

| 8 juin 18h00 | Argentine | 38 – 20 | États-Unis |  |
| 8 juin 18h00 | (18–7)    |         |            |  |

## Matchs de classement
|  | Demi-finales de classement | Demi-finales de classement |                |    | Cinquième place | Cinquième place |
|  | Demi-finales de classement | Demi-finales de classement |                |    | Cinquième place | Cinquième place |
|  |                            |                            |                |    |                 |                 |
|  | 9 juin, Nuuk               | 9 juin, Nuuk               |                |    | 10 juin         | 10 juin         |
|  | 9 juin, Nuuk               | 9 juin, Nuuk               |                |    | 10 juin         | 10 juin         |
|  | Uruguay                    | 34                         |                |    | 10 juin         | 10 juin         |
|  | Uruguay                    | 34                         |                |    | 10 juin         | 10 juin         |
|  | Porto Rico                 | 22                         |                |    | 10 juin         | 10 juin         |
|  | Porto Rico                 | 22                         | Uruguay        | 19 |                 |                 |
|  | 9 juin                     |                            | Uruguay        | 19 |                 |                 |
|  |                            | Chili                      | 27             |    |                 |                 |
|  | Chili                      | Chili                      | 27             | 34 |                 |                 |
|  | Chili                      |                            |                | 34 |                 |                 |
|  | Mexique                    | 24                         |                |    |                 |                 |
|  | Mexique                    | 24                         | Septième place |    |                 |                 |
|  |                            |                            |                |    |                 |                 |
|  | 10 juin                    |                            |                |    |                 |                 |
|  |                            |                            |                |    |                 |                 |
|  | Porto Rico                 | 31                         |                |    |                 |                 |
|  | Porto Rico                 | 31                         |                |    |                 |                 |
|  | Mexique                    | 35                         |                |    |                 |                 |
|  | Mexique                    | 35                         |                |    |                 |                 |

### Demi-finales de classement
| 9 juin 14h00 | Uruguay | 34 – 22 | Porto Rico |  |
| 9 juin 14h00 | (19–14) |         |            |  |

| 9 juin 16h00 | Chili   | 34 – 24 | Mexique |  |
| 9 juin 16h00 | (12–17) |         |         |  |

### Match pour la7eplace
| 10 juin 14h00 | Mexique | 35 – 31 | Porto Rico |  |
| 10 juin 14h00 | (19–14) |         |            |  |

### Match pour la5eplace
| 10 juin 16h00 | Chili   | 27 – 19 | Uruguay |  |
| 10 juin 16h00 | (13–12) |         |         |  |

## Phase finale
|  | Demi-finales | Demi-finales |                        |    | Finale  | Finale  |
|  | Demi-finales | Demi-finales |                        |    | Finale  | Finale  |
|  |              |              |                        |    |         |         |
|  | 9 juin, Nuuk | 9 juin, Nuuk |                        |    | 10 juin | 10 juin |
|  | 9 juin, Nuuk | 9 juin, Nuuk |                        |    | 10 juin | 10 juin |
|  | Brésil       | 39           |                        |    | 10 juin | 10 juin |
|  | Brésil       | 39           |                        |    | 10 juin | 10 juin |
|  | États-Unis   | 16           |                        |    | 10 juin | 10 juin |
|  | États-Unis   | 16           | Brésil                 | 28 |         |         |
|  | 9 juin       |              | Brésil                 | 28 |         |         |
|  |              | Argentine    | 23                     |    |         |         |
|  | Argentine    | Argentine    | 23                     | 32 |         |         |
|  | Argentine    |              |                        | 32 |         |         |
|  | Groenland    | 18           |                        |    |         |         |
|  | Groenland    | 18           | Match pour la 3e place |    |         |         |
|  |              |              |                        |    |         |         |
|  | 10 juin      |              |                        |    |         |         |
|  |              |              |                        |    |         |         |
|  | États-Unis   | 29           |                        |    |         |         |
|  | États-Unis   | 29           |                        |    |         |         |
|  | Groenland    | 30           |                        |    |         |         |
|  | Groenland    | 30           |                        |    |         |         |

### Demi-finales
| 9 juin 18h00 | Brésil | 39 – 16 | États-Unis |  |
| 9 juin 18h00 | (20–7) |         |            |  |

| 9 juin 20h00 | Argentine | 32 – 18 | Groenland |  |
| 9 juin 20h00 | (14–9)    |         |           |  |

### Match pour la3eplace
| 10 juin 18h00 | Groenland | 30 – 29 | États-Unis |  |
| 10 juin 18h00 | (14–13)   |         |            |  |

### Finale
| 10 juin 20h00 | Brésil  | 28 – 23 | Argentine |  |
| 10 juin 20h00 | (11–12) |         |           |  |

## Classement final
| Rang | Pays       |
| ---- | ---------- |
| 1    | Brésil     |
| 2    | Argentine  |
| 3    | Groenland  |
| 4    | États-Unis |
| 5    | Chili      |
| 6    | Uruguay    |
| 7    | Mexique    |
| 8    | Porto Rico |

Le Brésil, l'Argentine et le Groenland sont qualifiés pour le Championnat du monde 2007.